# 대흥로 (대전)
 대흥로(Daeheung-ro)는 대전광역시 중구 용두동에서 동구 중앙동 원동지하차도를 잇는 도로이다.

## 주요 경유지
대전광역시
- 증구 (대흥동) - 동구 (신인동 . 중앙동)

## 노선
| 이름              | 접속 노선                    | 소재지     | 소재지                 | 소재지 | 비고 |
| ----------------- | ---------------------------- | ---------- | ---------------------- | ------ | ---- |
| (이름없음)        | 국도 제4호선 (계룡로)        | 대전광역시 | 중구                   | 대흥동 |      |
| 예술가의집 네거리 | 중앙로                       | 대전광역시 | 중구                   | 대흥동 |      |
| 성모오거리        | 대흥로66번길 선화서로 중교로 | 대전광역시 | 중구                   | 대흥동 |      |
| 대고오거리        | (보문로) 테미로              | 대전광역시 | 중구                   | 대흥동 |      |
| 대흥동 네거리     | 국도 제14호선 (대종로)       | 대전광역시 | 중구                   | 대흥동 |      |
| 대흥교            |                              | 대전광역시 | 중구                   | 대흥동 |      |
|                   | 동구                         | 대전광역시 | 중앙동                 |        |      |
| 원동네거리        | 동구                         | 대전광역시 | 국도 제17호선 (대전로) | 신인동 |      |
| 원동지하차도      | 동구                         |            |                        | 중앙동 |      |
| 동대전로와 직결   |                              |            |                        |        |      |

## 주요 건물 및 시설
- GS25 대전국일점 (대흥로 14/문화동 1-160)
- 새마을금고 대전새마을금고 문화지점 (대흥로 16/문화동 1-162)
- 가톨릭대학교 대전성모병원 (대흥로 64/대흥동 520-2)
- 대전성모병원 우편취급국 (대흥로 64/대흥동 520-2)
- 현대자동차 블루핸즈 대흥점 (대흥로 81-1/대흥동 508-67)
- 대흥동 행정복지센터 (대흥로 109/대흥동 448)
- 대전고등학교 (대흥로 110/대흥동 320-2)
- 대전대흥동우체국 (대흥로 184/대흥동 103-1)
- CU 대전대흥교점 (대흥로 194/인동 83-2)